# STS-117
نظام نقل فضائي إس تي إس-117 (بالإنجليزية: STS-117)‏ الرحلة 18 ضمن برنامج مكوك الفضاء لوكالة ناسا، والرحلة 28 على متن مكوك الفضاء أتلانتيس. انطلقت الرحلة في 8 يونيو سنة 2007 من مركز كينيدي للفضاء ، وهبطت بتاريخ 22 يونيو في قاعدة إدواردز الجوية، بعد ثلاثة عشر يوماً و20 ساعة مكثتها الرحلة في الفضاء . تم خلال الرحلة الرسو على محطة الفضاء الدولية، وتركيب وحدة S3/S4 أخرى في المحطة .
شهدت الرحلة تأجيل موعدها الذي كان مقرراً في فبراير بسبب تضرر المكوك من أحوال الجو، وشهدت الرحلة كذلك تأجيل موعد هبوطها بيوم واحد بسبب سوء الأحوال الجوية، بلغ عدد الرواد المشاركين في الرحلة سبعة رواد .

## الطاقم
- القائد «فريدريك ساتروكوف» (3. طيران للفضاء),
- لي أرشامبولت (1. طيران للفضاء), طيار
- جيمس ريلي (3. طيران للفضاء), أخصائي
- جون أوليفارس (1. طيران للفضائي), أخصائي
- باتريك فوريستر (2. طيران للفضاء), أخصائي
- ستيفن سوانسون (1. طيران للفضاء), اخصائي

## الاستعدادات للبعثة

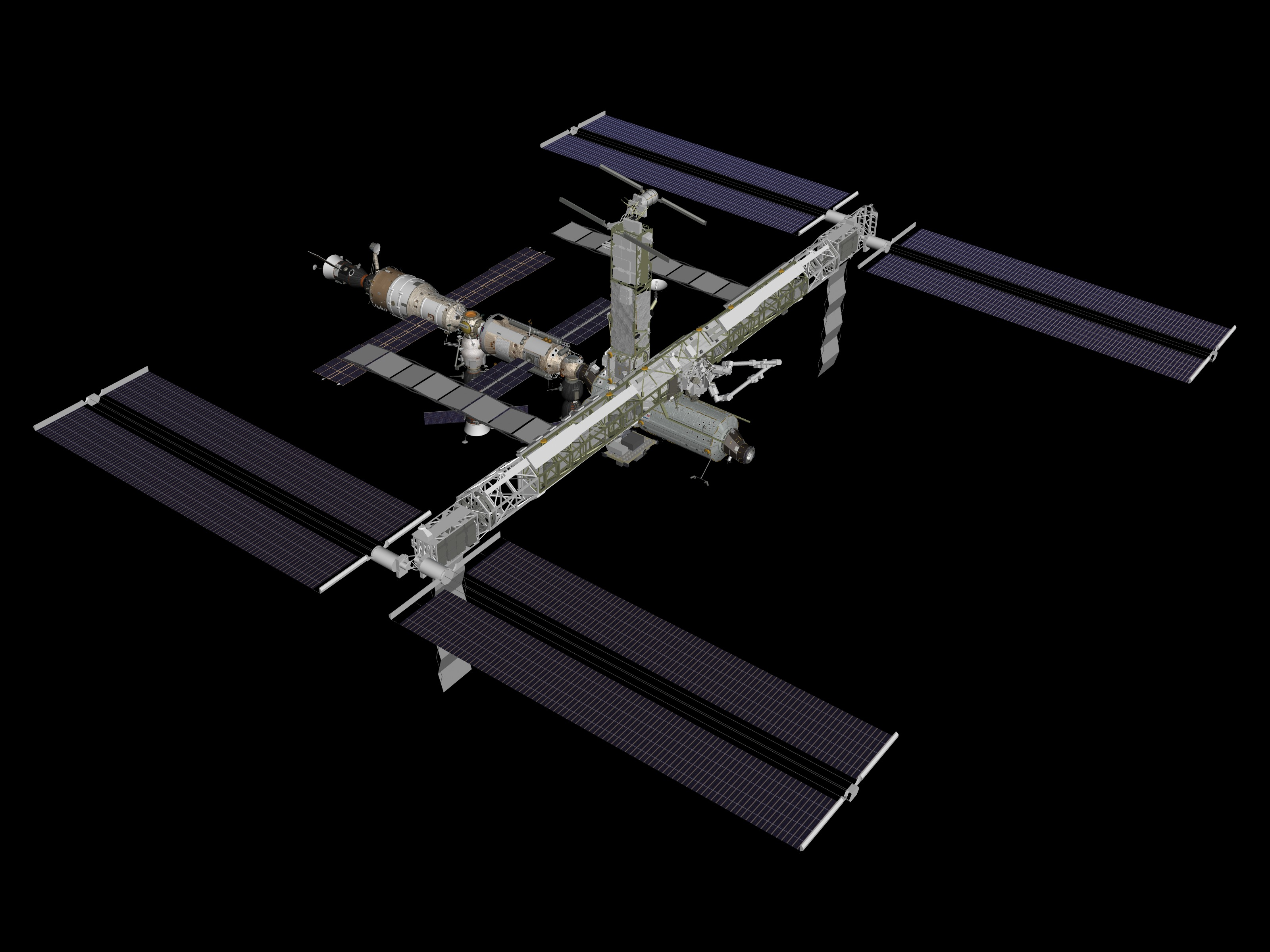
شكل محطة الفضاء الدولية ISS بعد أجراء البعثة STS-117

### تصليح قاعدة الانطلاق 39A
كان نظام النقل الفضائي STS-11 هو البعثة الأولى بعد أربعة سنوات يتم على قاعدة الانطلاق
39A . وكانت القاعدة قد استخدمت قبل تلك البعثة بانطلاق البعثة إس تي إس-107 التي انتهت بحادث انفجار مكوك الفضاء كولومبيا وموت جميع طاقمها .
بدأت ناسا في عام 2006 بإصلاح قاعدة الانطلاق . ولكنها اكتشفت أن التصليحات كبيرة، وقد يتعدى موعد الانطلاق المقرر للبعثة STS-117. ولك في تلك الحالة فسيكون الانطلاق من القاعدة 39B .
ولكن من تلك القاعدة كان من المخطط ان يتم انطلاق تجريبي للصاروخ الحامل آريس-1 بعد هذا الوقت بشهر، فإذا حدث تأخير في هذا أيضا لتأخر برنامج كونستليشن كله. وكانت قاعدة الانطلاق 39B معدة لانقاذ البعثة STS-125 احطياطيا، بحيث أن كان من اللازم عدم إجراء تغييرات في قاعدة الانطلاق. لهذا كان مسموح فقط بإجراء تغييرات قليلة على قاعدة الإطلاق مع تركيب ثلاثة من الواقيات من الصواعق. في أواسط شهر يناير تبين أن موعد الانطلاق من القاعدة 39A
سيتم تنفيذه في موعده المحدد.
في نهاية يناير 2007 أجري تجريب لقاعدة الإطلاق 39A وفي أول فبراير بدأ تشغيل طلمبات شحنن الوقود.
.

## إعداد مكوك الفضاء
في أوائل ديسمبر 2006 كان تركيب صاروخي الوقود الصلب لمكوك الفضاء على مبنى تركيب المكوك VAB
وهما يتكونان من 4 وحدات لكل منهما تـُركب فوق بعضها ويتم شبكهم ببعض، أنتهى هذا التركيب في الشهر التالي. ووصل الخزان الكبير لمكوك الفضاء (يكون عادة أحمر اللون) إلى فلوريدا في أواخر ديسمبر 2006.

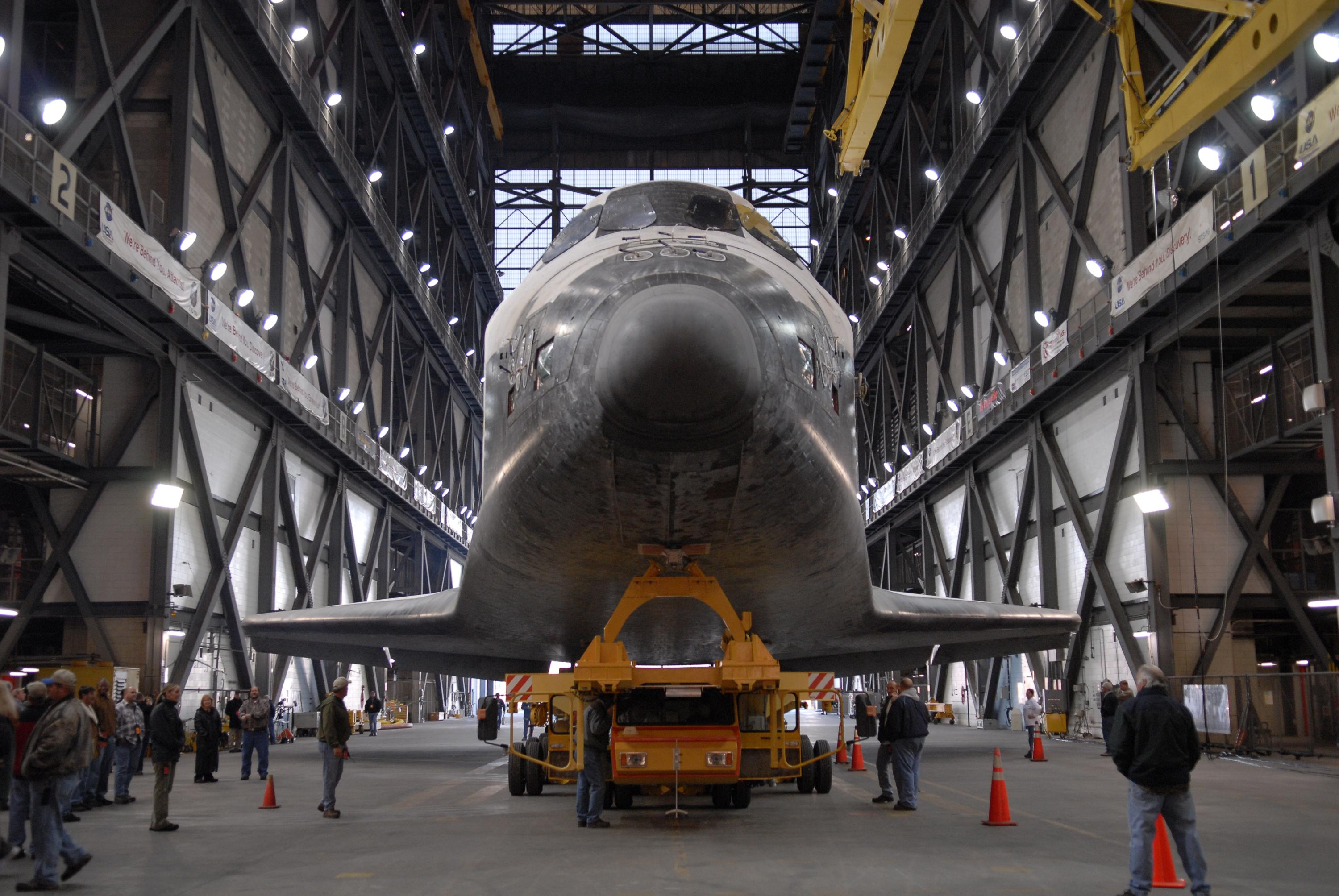
Die Atlantis erreicht das VAB

وانتهى تركيب خزان الوقود بين الصاروخين الداعمين في يوم 20 يناير 2007 ، وبدأ نقل مكوك الفضاء أتلانتيس إلى VAB في يوم 7 فبراير . وفي اليوم التالي وصّل مكوك الفضاء بخزان الوقود وبالصاروخين دعم الانطلاق مع بعضهم البعض.
 T
ثم بدأ جر المركبة الفضائية في 15 فبراير إلى قاعدة الإطلاق
```
 39A .
[
6
]
```